# Mistrzostwa Europy w Łyżwiarstwie Szybkim w Wieloboju 1908
18. mistrzostwa Europy w łyżwiarstwie szybkim w wieloboju odbyły się w dniach 1-2 lutego 1908 roku w Klagenfurt am Wörthersee, na terenie Austro-Węgier. W zawodach brali udział tylko mężczyźni. Zawodnicy startowali na czterech dystansach: 500 m, 1500 m, 5000 m i 10000 m. Złoto sprzed roku obronił Szwed Mauritz Öholm. Były to pierwsze mistrzostwa Europy, na których przyznawany także srebrny i brązowy medal.

## Uczestnicy
W zawodach wzięło udział 12 łyżwiarzy z 4 krajów. Sklasyfikowanych zostało 8.
| Państwa biorące udział w mistrzostwach | Państwa biorące udział w mistrzostwach | Państwa biorące udział w mistrzostwach | Państwa biorące udział w mistrzostwach | Państwa biorące udział w mistrzostwach |
| -------------------------------------- | -------------------------------------- | -------------------------------------- | -------------------------------------- | -------------------------------------- |
| Austro-Węgry                           | Imperium Rosyjskie                     | Norwegia                               | Szwecja                                |                                        |

## Wyniki
- DNS – nie wystartował, DNF – nie ukończył, NC – nie zakwalifikował się, f – wywrócił się

| Pozycja | Zawodnik         | Kraj               | 500 m      | 5000 m        | 1500 m       | 10000 m      | Suma pkt. |
| ------- | ---------------- | ------------------ | ---------- | ------------- | ------------ | ------------ | --------- |
| 01 !    | Mauritz Öholm    | Szwecja            | 47.0 (1.)  | 9:01.2 (1.)   | 2:30.2 (2.)  | 18:24.0 (1.) | 5         |
| 02 !    | Oscar Mathisen   | Norwegia           | 47.2 (2.)  | 9:07.6 (3.)   | 2:29.4 (1.)  | 18:43.4 (3.) | 9.5       |
| 03 !    | Thomas Bohrer    | Austro-Węgry       | 47.2 (2.)  | 9:02.6 (2.)   | 2:32.2 (4.)  | 18:29.8 (2.) | 10.5      |
| 4.      | Martin Sæterhaug | Norwegia           | 48.2 (6.)  | 9:15.6 (4.)   | 2:32.0 (3.)  | 18:59.8 (4.) | 15.5      |
| 5.      | Arne Schrey      | Imperium Rosyjskie | 50.0 (8.)  | 9:22.0 (5.)   | 2:33.8 (5.)  | 19:38.6 (6.) | 22        |
| 6.      | Franz Schilling  | Austro-Węgry       | 51.2 (11.) | 9:25.8 (6.)   | 2:36.0 (7.)  | 19:12.0 (5.) | 26        |
| 7.      | Sigurd Mathisen  | Norwegia           | 48.2 (6.)  | 9:29.0 (7.)   | 2:40.2 (9.)  | 20:57.4 (8.) | 27.5      |
| 8.      | Desider Gyurman  | Austro-Węgry       | 51.0 (10.) | 9:46.2 (8.)   | 2:35.6 (6.)  | 20:12.6 (7.) | 28        |
| NC      | Imre Wampetics   | Austro-Węgry       | 50.2 (9.)  | 10:02.2 (9.)  | 2:41.0 (10.) | NC           |           |
| DNF     | Miltiades Manno  | Austro-Węgry       | 47.6 (5.)  | DNF           | 2:38.2 (8.)  | 99:59.9 !    |           |
| DNS     | Johan Vikander   | Imperium Rosyjskie | 47.2 (2.)  | DNS           | 9:59.9 !     | 99:59.9 !    |           |
| DNF     | Franz Myslbeck   | Austro-Węgry       | DNF        | 10:14.6 (10.) | 2:51.2 (11.) | 99:59.9 !    |           |